# Ignacy Hirszfang
Ignacy Hirszfang (również jako Hirschfang, Hirszfinkel) (ur. w 1892 lub 1985 w Tomaszowie Mazowieckim, zm. 1943 w Auschwitz-Birkenau) – polski malarz i rysownik pochodzenia żydowskiego; ofiara Holocaustu.

## Życiorys
Od 1912 studiował na Akademii Sztuk Pięknych w Krakowie w pracowniach Jacka Malczewskiego, Wojciecha Weissa i Teodora Axentowicza, w 1914 przerwał naukę i walczył w I wojnie światowej, w 1918 powrócił na uczelnię, aby rok później ją ukończyć. Debiutował w 1913 podczas wystawy krakowskiego Towarzystwa Przyjaciół Sztuk Pięknych, po ukończeniu studiów wyjechał w podróż artystyczną na południe Francji. 
Po powrocie zamieszkał w Łodzi, gdzie poświęcił się malarstwu, wystawiał swoje prace w Łodzi wspólnie z Wincentym Braunerem oraz na Międzynarodowej Wystawie "Młodej Sztuki" w 1923. W 1930 wystawił prace wspólnie z Samuelem Finkelsteinem w Żydowskim Towarzystwie Krzewienia Sztuk Pięknych, następnie prezentował je w paryskiej Galerie Art et Artistes Polonais. W 1934 wspólnie z Samuelem Finelsteinem wystawił swoje prace w salonie Żydowskiego Stowarzyszenia Artystycznego "Zjednoczenie" w Krakowie, rok później miał wystawę indywidualną w Łodzi. W 1939 wystawiał obrazy w YIVO oraz w Salonie Jubileuszowym, był członkiem Stowarzyszenia Artystów i Miłośników Sztuk Plastycznych „Start”. 
Podczas II wojny światowej znalazł się na terenie łódzkiego getta, zginął w obozie zagłady Auschwitz-Birkenau.

## Twórczość
Ignacy Hirszfang tworzył akwarele i pastele, rysował tuszem i sangwiną, sporadycznie posługiwał się farbami olejnymi. Tematem jego obrazów były martwe natury, portrety bliskich mu osób, a przede wszystkim pejzaże – weduty przedstawiające Łódź, widoki Kazimierza Dolnego i okolic, portu w Gdańsku, pejzaże górskie Pienin, Zakopanego i wsi na Kielecczyźnie. Część obrazów reprezentuje kubizm i postimpresjonizm. Mimo swojego pochodzenia bardzo rzadko poruszał tematykę żydowską.